# Kevin Brady
Kevin Patrick Brady (Vermillion, 11 aprile 1955) è un politico statunitense, membro della Camera dei Rappresentanti per lo stato del Texas dal 1997 al 2023.

## Biografia
Nato nel Dakota del Sud, dopo la laurea Brady trovò lavoro presso la camera di commercio di Rapid City e in seguito si trasferì nel Texas.
Entrato in politica con il Partito Repubblicano, nel 1990 venne eletto all'interno della legislatura statale del Texas, dove rimase per sei anni. Quando nel 1996 il deputato Jack Fields annunciò il suo ritiro, Brady si candidò per il suo seggio alla Camera dei Rappresentanti e riuscì a vincere le elezioni. Da quella volta venne sempre riconfermato dagli elettori senza grosse difficoltà.
Si ritirò dalla Camera dei rappresentanti alla fine del 117º Congresso, dopo ventisei anni di permanenza.
Kevin Brady è ritenuto un repubblicano conservatore. Dal matrimonio con Cathy ha avuto due figli.